# Blackmagic Design
Blackmagic Design és una empresa australiana dedicada a la fabricació de components per la producció de vídeo i cine digital. Va ser fundada pel seu actual CEO, Grant Petty i actualment té oficines a Europa, Àsia i als Estats Units. Dissenya i fabrica maquinari de cinema, sobretot càmeres de cinema digitals de gamma alta, i també desenvolupa programaris d'edició com DaVinci Resolve i les aplicacions de Blackmagic Fusion.

## Història
Blackmagic Desgin va ser fundada l'any 2002 per Grant Petty i va fer el seu primer producte el novembre de 2002, una targeta capturadora de vídeo per macOS anomenada DeckLink es tracta de la primera en oferir vídeo a 10 bits no comprimit. La companyia més tard va llançar noves versions del producte afegint capacitats de correcció de color, suport per Microsoft Windows, Adobe Premiere Pro i Microsoft DirectShow.
Al 2005 la companyia va llançar diversos productes, incluida la família Multibridge de convertidors bidireccionals PCIe i la família FrameLink de software basat en DPX. El 2006, la companyia va posar al mercat el software de producció de televisió Blackmagic On-Air television.
El 2009, Blackmagic Design va adquirir DaVinci Systems, amb seu als Estats Units, més conegut pels seus productes de correcció i gradació de color.
Al juliol de l'any 2012 va ser comercialitzada la Blackmagic Cinema Camera esdevenint la primera càmera de la companyia. El 2013 durant la NAB es va presentar la segona càmera de la companyia, destinada a produccions en què es requeria una major resolució. El 2013 per altra banda també es va presentar una versió de butxaca de la càmera amb un sensor d'un format considerablement menor (l'equivalent a Super 16) i una resolució de 1080p però amb un alt rang dinàmic i enregistrament en RAW.
Durant el 2014 la companyia va adquirir Eyeon Software Inc, conegut com a Blackmagic Fusion. Seguidament, l'any 2016 va adquirir Fairlight un software d'edició d'audio.
El 2018, Blackmagic va esdevenir participant en les quatre categories de Netflix per a la seva Post Technology Alliance, que inclou tant càmeres de cinema URSA con DaVinci Resolve. El mateix any, Blackmagic Design també es va associar amb Apple per crear la Blackmagic eGPU que es va vendre exclusivament a través de l'Apple Store durant els seus primers sis mesos del llançament.